# Ta'al
Le Ta’al, acronyme hébreu pour Tnu'a Aravit LeHithadshut (hébreu : תנועה ערבית להתחדשות, arabe : الحركة العربية للتغيير, français : Mouvement arabe pour le renouveau) est un des partis politiques israéliens représentant la minorité arabe. Il est dirigé par Ahmed Tibi et Mahmud Asad.

## Histoire
Il fut fondé en 1999 par Ahmad Tibi après que celui-ci eut quitté le Balad lors de la 15e Knesset, alors que les élections venaient de lui permettre de siéger au côté d'Azmi Bishara. Lors des élections législatives de 2003, le Ta’al fit une liste d’union avec Hadash, obtenant 2,98 % des suffrages et trois sièges (dont un fut attribué au Ta'al), mais une l'alliance prit fin en cours de la mandature.
Lors des élections législatives de 2006, le parti s’allia avec la Liste arabe unie sous le nom de Ra’am-Ta’al (Ra’am est l’acronyme hébreu pour Liste arabe unie), obtenant 3,02 % et quatre sièges.
Le 12 janvier 2009, Ra’am-Ta’al fut interdit de se présenter aux élections législatives par le Comité central israélien des élections par un vote de 21 pour, 8 contre et deux abstentions. Ahmad Tibi affirma que cette procédure était liée avec la Guerre de Gaza alors en cours : « C’est un pays raciste. Nous sommes habitués à ce type de luttes et nous gagnerons. Cette décision vise à ce que la Knesset soit débarrassée des Arabes afin de saper la solidarité entre les Arabes israéliens et leurs dirigeants », indiquant vouloir faire appel de cette décision devant la Cour suprême d'Israël.
Le 21 janvier de la même année, à la suite de cette procédure d'appel, la Cour suprême d'Israël annula la décision du Comité par une majorité de huit contre un. Ahmed Tibi accueillit cette décision en disant : « Nous avons battu le fascisme. Ce combat est terminé, pas la bataille. Le racisme est devenu tendance en Israël, la décision de la Cour a corrigé l’erreur de Kadima et du Parti travailliste ». Finalement autorisé, la liste obtint 3,38 %, gardant ainsi ses quatre postes de député.

## Élus

### 25eKnesset (depuis 2022)
- Ahmed Tibi